# Moroni, Comoros
Moroni (tiếng Ả Rập موروني Mūrūnī) là thành phố lớn nhất của Comoros và từ năm 1958 trở thành thủ đô của quốc gia này. Dân số thành phố ước tính khoảng 41.557 vào năm 2003.

## Lịch sử

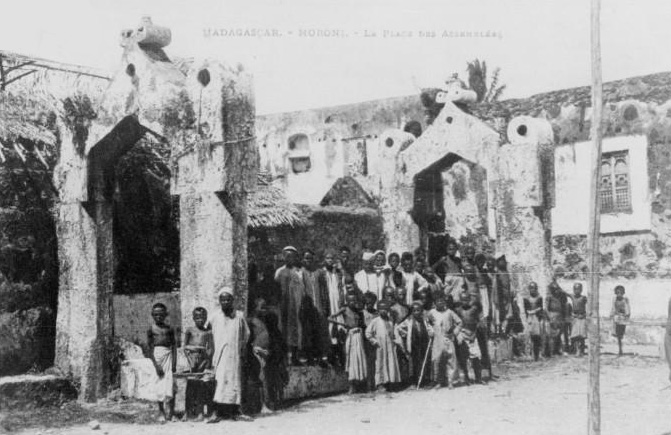
Moroni vào năm 1908

Lịch sử ban đầu của Moroni không được biết đến nhiều. Bằng chứng bằng văn bản sớm nhất về việc định cư ở quần đảo Comoros không sớm hơn thế kỷ thứ 7, có thể là bởi các thủy thủ Ả Rập và các nông dân Bantu, trong khi những đồ gốm sứ có niên đại từ thế kỷ 7 đến thế kỷ 10 chứng minh rằng quần đảo là một phần của nền văn minh Swahili đang phát triển, nhưng Moroni được định cư lần đầu tiên khi nào thì vẫn chưa được biết đến.
Đến giữa thiên niên kỷ thứ hai, Moroni là một thành phố lâu đời, tham gia vào mạng lưới thương mại trên khắp Ấn Độ Dương. Nhà thờ Hồi giáo Badjanani là một minh chứng cho sự giàu có của thành phố, cùng lúc với thời kỳ vàng son của các thành phố Swahili khác. Cùng với cảng biển lân cận và thủ đô hoàng gia Ikoni, Moroni là một trong hai trung tâm quyền lực về kinh tế và chính trị của Vương quốc Hồi giáo Bambao. Đến khi sultan của Bambao, Said Ali ibn Said Omar, đàm phán một hiệp ước bảo hộ với Pháp vào năm 1886, thành phố của ông trở thành nơi đặt trụ sở của chính quyền thuộc địa.
Moroni phát triển chậm chạp trong suốt thế kỷ 20 vì mặc dù bấy giờ là thủ đô của Ngazidja, nó không phải là nơi đặt trụ sở của chính quyền thuộc địa, và đến năm 1958, dân số của nó vẫn chỉ là 6.545 người. Tuy nhiên, cùng năm đó, quyết định được đưa ra để chuyển thủ phủ của quần đảo từ Dzaoudzi đến Moroni, và thành phố từ từ phát triển để trở thành đô thị lớn nhất cả nước.
Một thỏa thuận về quyền tự trị rộng rãi đối với ba hòn đảo đã bị các đại diện của Anjouan từ chối, dẫn đến bạo lực bùng phát vào tháng 4 năm 1999, trong đó Đại tá Azali Assoumani lên nắm quyền trong một cuộc đảo chính tại Moroni. Vào tháng 12 năm 2003, Hiệp định Moroni về các Hiệp định chuyển tiếp đã được ký kết bởi các chủ tịch đảo của Liên bang Comoros. Trong thời gian diễn ra cuộc bầu cử năm 2006, Đài phát thanh Ngazidja thuộc sở hữu của chính phủ và đài tư nhân Moroni FM đã bị tấn công bởi những phiến quân có vũ trang và buộc phải tạm ngừng phát sóng. Năm 2010, Hải quân Hoa Kỳ đã xây dựng Trường học Hamramba ở Moroni với mục đích dự án nhân đạo, hợp tác với quân đội địa phương và chính phủ liên bang của Comoros. Phương pháp thi công bao gồm trộn bê tông bằng tay trước khi sử dụng xô và xe cút kít để di chuyển bê tông đến điểm trường.

## Địa lý

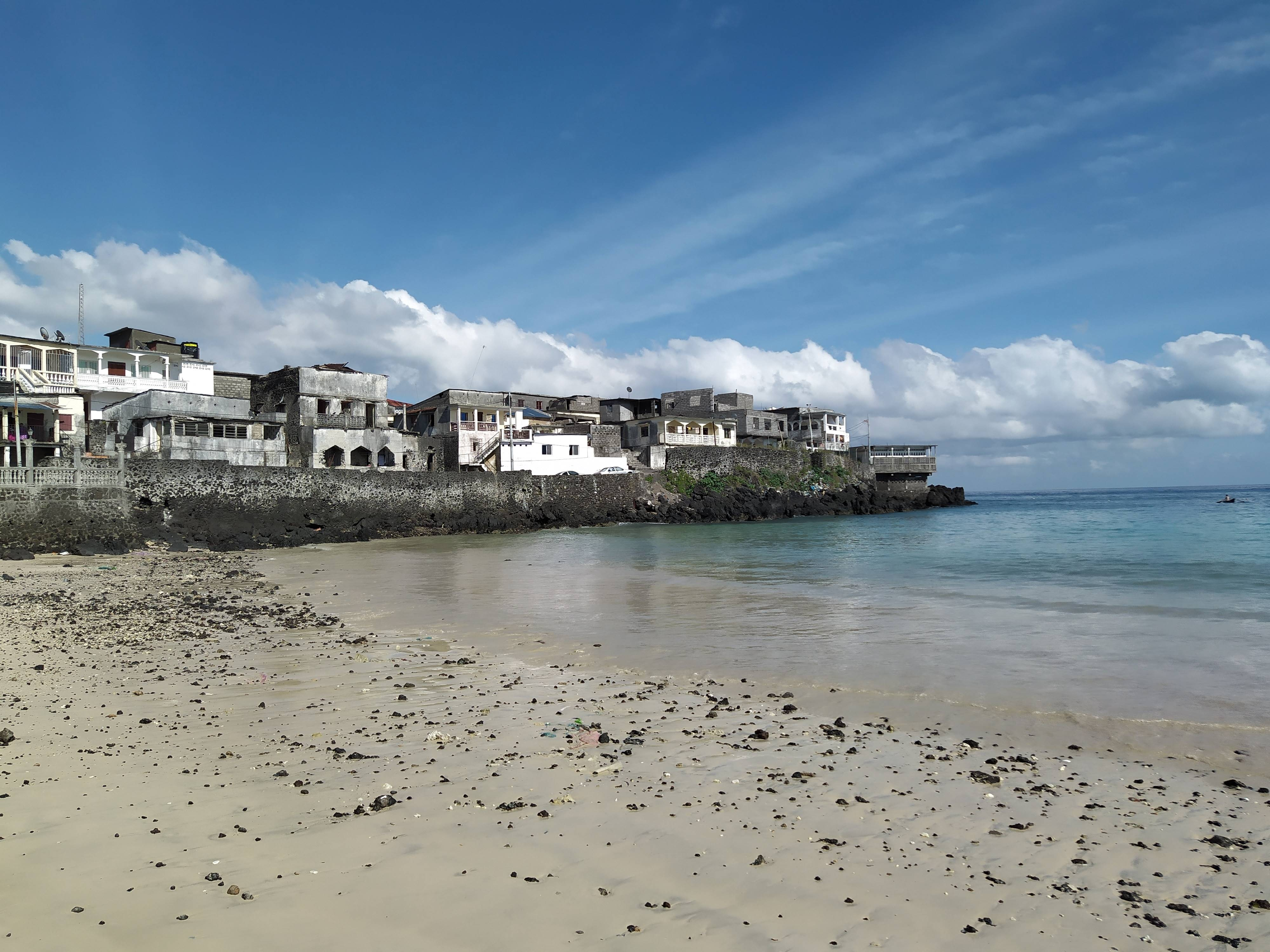
Bãi biển ở Moroni

Thành phố nằm trên bờ biển phía tây của đảo Ngazidja. Moroni có đường bờ biển núi lửa nhiều đá, hầu như không có bãi biển. Các khu dân cư ở phía bắc của Moroni bao gồm Itsandra, Ntsoudjini, Ouellah, Bahani, Batsa, Vanambouani và Vanadjou, và ở phía nam là Ikoni, Mvouni, Daoueni và Selea.

### Địa danh

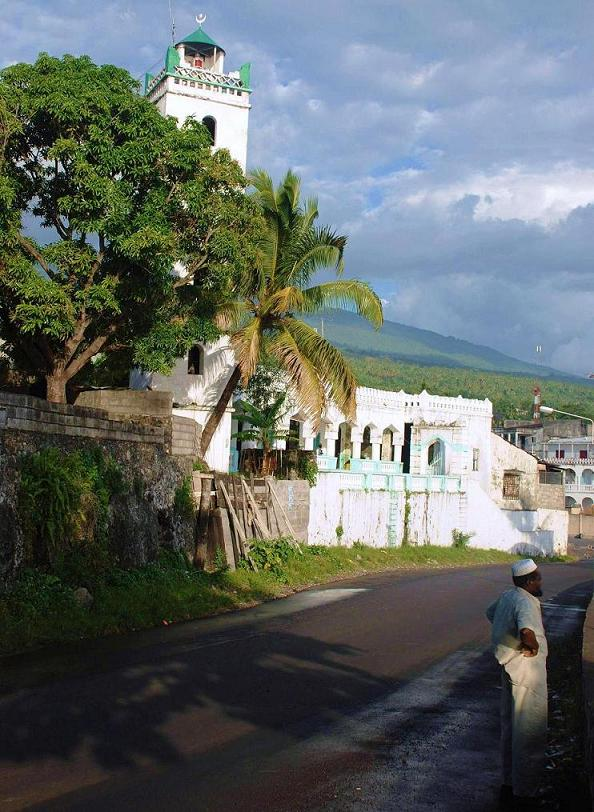
Nhà thờ Hồi giáo Badjanani

Trung tâm thành phố cổ chứa một mê cung gồm những con hẻm hẹp và các tòa nhà cổ nhưng được bảo trì kém. Có rất nhiều nhà thờ Hồi giáo tại Moroni, nổi bật là Nhà thờ Hồi giáo Badjanani hay Ancienne Mosquée de Vendredi (nhà thờ Hồi giáo thứ Sáu cổ), là nhà thờ Hồi giáo lâu đời nhất tại đây. Ban đầu nó được xây dựng vào năm 1427, và một tòa tháp được xây dựng vào năm 1921. Nhà hát 300 chỗ ngồi Alliance Franco-Comorienne là một địa điểm phục vụ các buổi biểu diễn trong nước và quốc tế, các buổi lễ, hội nghị, chiếu phim và hội thảo. Các nhà hát khác bao gồm Al-Kamar với 700 chỗ, Palais du Peuple với 500 chỗ và Foyer des Jeunes de Foumbouni với 300 chỗ.
Moroni có một vài khách sạn và hộp đêm. Núi lửa Karthala gần đó cũng là một điểm thu hút du khách đi bộ đường dài khi núi lửa không hoạt động.

### Khí hậu
Moroni có khí hậu xích đạo (Af) với lượng mưa lớn quanh năm — chỉ tháng 10 có lượng mưa trung bình dưới 100 mm (4 in). Lượng mưa trung bình hàng năm là 2.700 mm (110 in) và mưa vào tất cả các tháng trong năm. Mùa gió chướng kéo dài từ tháng 11 đến tháng 4. Độ ẩm nằm trong khoảng 69 đến 79%. Nhiệt độ trung bình quanh năm của Moroni tương đối ổn định với mức cao trong khoảng 32–34 °C (90–93 °F) và thấp trong khoảng 14–20 °C (57–68 °F). Khu vực này thường xuyên có các cơn lốc xoáy và vì các hòn đảo nằm dưới đường xích đạo hơn 10 vĩ độ ở phía tây của Ấn Độ Dương, khí hậu thường được gọi là "nhiệt đới biển".
| Dữ liệu khí hậu của Moroni, Comoros                                        | Dữ liệu khí hậu của Moroni, Comoros | Dữ liệu khí hậu của Moroni, Comoros | Dữ liệu khí hậu của Moroni, Comoros | Dữ liệu khí hậu của Moroni, Comoros | Dữ liệu khí hậu của Moroni, Comoros | Dữ liệu khí hậu của Moroni, Comoros | Dữ liệu khí hậu của Moroni, Comoros | Dữ liệu khí hậu của Moroni, Comoros | Dữ liệu khí hậu của Moroni, Comoros | Dữ liệu khí hậu của Moroni, Comoros | Dữ liệu khí hậu của Moroni, Comoros | Dữ liệu khí hậu của Moroni, Comoros | Dữ liệu khí hậu của Moroni, Comoros |
| Tháng                                                                      | 1                                   | 2                                   | 3                                   | 4                                   | 5                                   | 6                                   | 7                                   | 8                                   | 9                                   | 10                                  | 11                                  | 12                                  | Năm                                 |
| -------------------------------------------------------------------------- | ----------------------------------- | ----------------------------------- | ----------------------------------- | ----------------------------------- | ----------------------------------- | ----------------------------------- | ----------------------------------- | ----------------------------------- | ----------------------------------- | ----------------------------------- | ----------------------------------- | ----------------------------------- | ----------------------------------- |
| Cao kỉ lục °C (°F)                                                         | 34 (93)                             | 34 (93)                             | 35 (95)                             | 34 (93)                             | 33 (91)                             | 32 (90)                             | 31 (88)                             | 31 (88)                             | 31 (88)                             | 33 (91)                             | 34 (93)                             | 36 (97)                             | 36 (97)                             |
| Trung bình ngày tối đa °C (°F)                                             | 30.4 (86.7)                         | 30.4 (86.7)                         | 30.8 (87.4)                         | 30.4 (86.7)                         | 29.5 (85.1)                         | 28.4 (83.1)                         | 27.7 (81.9)                         | 27.7 (81.9)                         | 28.1 (82.6)                         | 29.1 (84.4)                         | 30.3 (86.5)                         | 30.8 (87.4)                         | 29.5 (85.1)                         |
| Tối thiểu trung bình ngày °C (°F)                                          | 23.4 (74.1)                         | 23.3 (73.9)                         | 23.0 (73.4)                         | 22.6 (72.7)                         | 21.2 (70.2)                         | 19.6 (67.3)                         | 18.8 (65.8)                         | 18.4 (65.1)                         | 19.0 (66.2)                         | 20.3 (68.5)                         | 21.6 (70.9)                         | 22.6 (72.7)                         | 21.2 (70.2)                         |
| Thấp kỉ lục °C (°F)                                                        | 20 (68)                             | 20 (68)                             | 20 (68)                             | 20 (68)                             | 17 (63)                             | 14 (57)                             | 14 (57)                             | 14 (57)                             | 15 (59)                             | 16 (61)                             | 18 (64)                             | 19 (66)                             | 14 (57)                             |
| Lượng mưa trung bình mm (inches)                                           | 364 (14.3)                          | 293 (11.5)                          | 279 (11.0)                          | 316 (12.4)                          | 256 (10.1)                          | 266 (10.5)                          | 244 (9.6)                           | 150 (5.9)                           | 108 (4.3)                           | 97 (3.8)                            | 108 (4.3)                           | 219 (8.6)                           | 2.700 (106.3)                       |
| Số ngày mưa trung bình                                                     | 18                                  | 16                                  | 18                                  | 18                                  | 12                                  | 12                                  | 12                                  | 10                                  | 11                                  | 12                                  | 12                                  | 16                                  | 167                                 |
| Độ ẩm tương đối trung bình (%)                                             | 79                                  | 77                                  | 76                                  | 74                                  | 69                                  | 66                                  | 65                                  | 65                                  | 70                                  | 73                                  | 69                                  | 72                                  | 71                                  |
| Số giờ nắng trung bình tháng                                               | 187                                 | 177                                 | 225                                 | 192                                 | 232                                 | 231                                 | 236                                 | 232                                 | 221                                 | 237                                 | 230                                 | 212                                 | 2.612                               |
| Nguồn 1: Tổ chức Khí tượng Thế giới                                        |                                     |                                     |                                     |                                     |                                     |                                     |                                     |                                     |                                     |                                     |                                     |                                     |                                     |
| Nguồn 2: BBC, Viện khí tượng Đan Mạch (nắng và độ ẩm tương đối, 1931–1960) |                                     |                                     |                                     |                                     |                                     |                                     |                                     |                                     |                                     |                                     |                                     |                                     |                                     |

### Núi Karthala

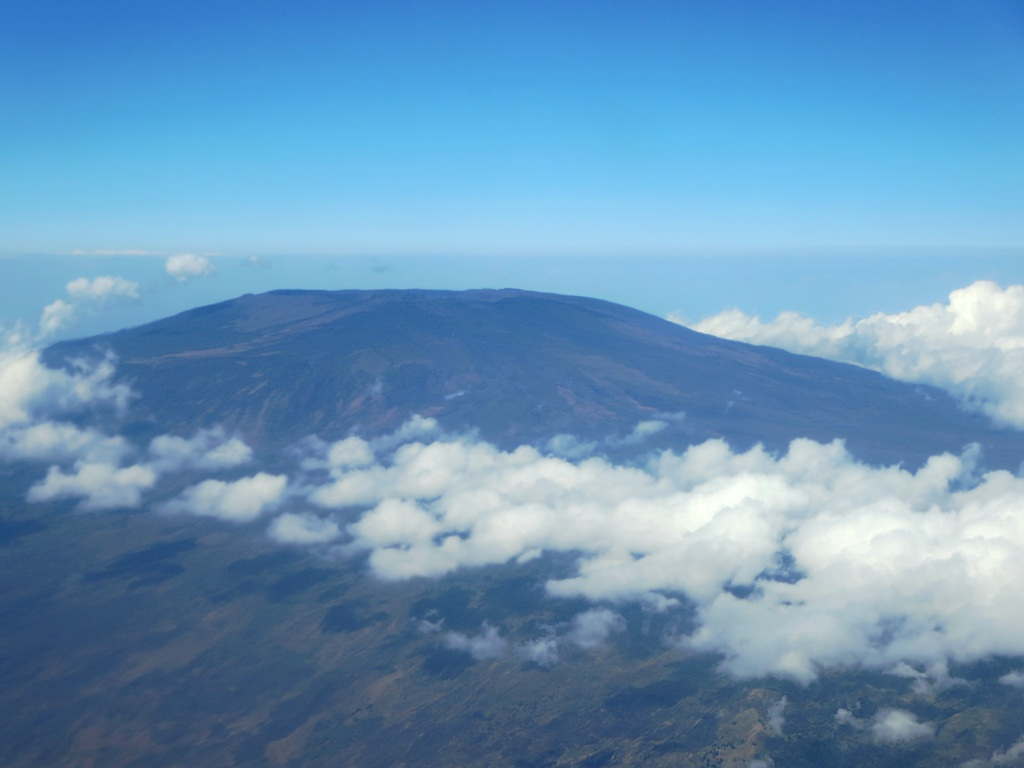
Núi Karthala

Moroni nằm ở chân núi Karthala, cách miệng núi lửa 10 km về phía tây bắc. Núi này cao 2.361 mét (7.746 ft) và được báo cáo là một trong những núi lửa đang hoạt động lớn nhất trên thế giới với đường kính khoảng 1,6 km, và phun trào khoảng 11 năm một lần. Vụ phun trào năm 2005 đã khiến một lượng lớn người phải di dời do tro núi lửa.

### Động vật hoang dã
Ngọn núi lửa ở thành phố Moroni có rất nhiều loài chim bao gồm chim bồ câu Comoros, cú mèo Karthala, chim cu gáy Comoros, chèo bẻo Comoros, chim bìm bịp Comoros, chào mào Comoros, chim bắt ruồi Humblot, chim Karthala mắt trắng, chim chích chòe Comoros, chim hút mật xanh Comoros và chim săn mồi Comoros.

## Nhân khẩu
Tính đến năm 2011, Moroni có dân số khoảng 54.000 người. Người Hồi giáo dòng Sunni chiếm 98%, và có một thiểu số theo Công giáo La Mã. Các ngôn ngữ chính thức của thành phố là tiếng Shikomori (một ngôn ngữ Bantu có liên quan chặt chẽ với tiếng Swahili), tiếng Ả Rập và tiếng Pháp.

## Nơi thờ phụng

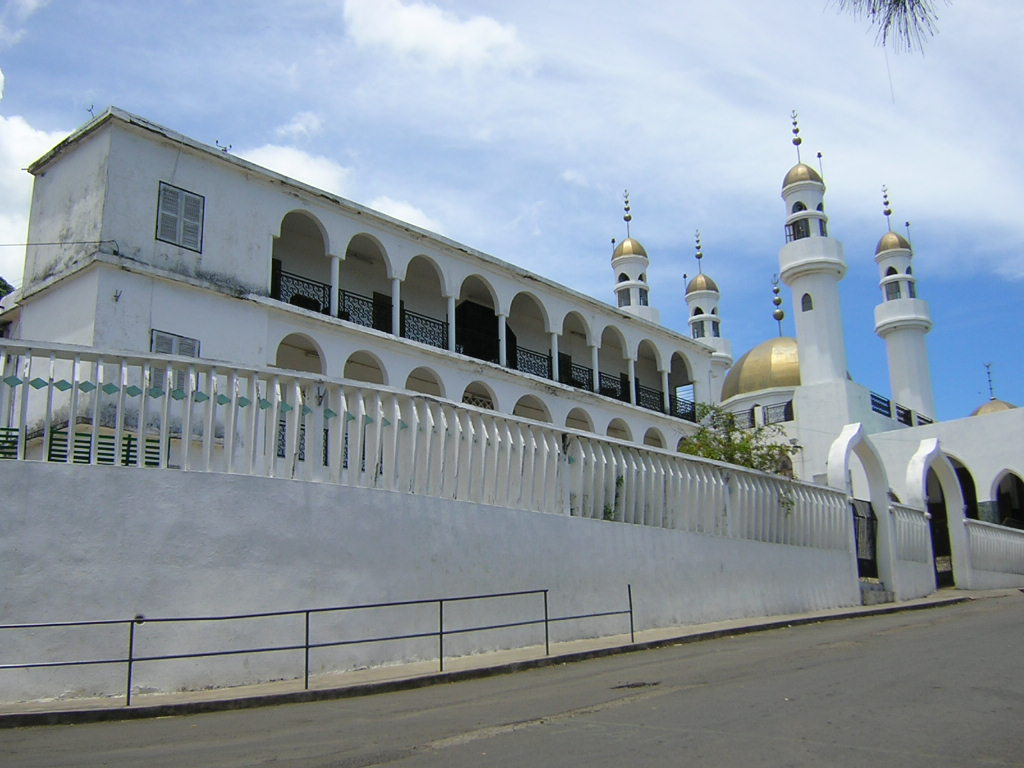
Nhà thờ Hồi giáo ở Moroni

Những nơi thờ phụng trong thành phố chủ yếu là nhà thờ Hồi giáo. Ngoài ra còn có những nhà thờ Thiên chúa giáo: Đại diện Tông tòa của Quần đảo Comoros, cùng với các nhà thờ Tin lành giáo và phúc âm.

## Kinh tế
Các loại hàng hóa được sản xuất trên đảo là vani, nước giải khát, tinh dầu đã qua chế biến và chưng cất, kim loại, gỗ, và pozzolana (xi măng) đã qua chế biến; những thứ này được xuất từ cảng. Cơ sở hạ tầng du lịch kém phát triển. Các tổ chức tài chính bao gồm Ngân hàng Trung ương Comoros, Ngân hàng Phát triển Comoros cùng với Ngân hàng Công nghiệp và Thương mại. Có một số chợ ở Moroni, bao gồm chợ cổ và chợ lớn hơn ở khu Volo Volo, phía bắc thành phố.

## Giao thông

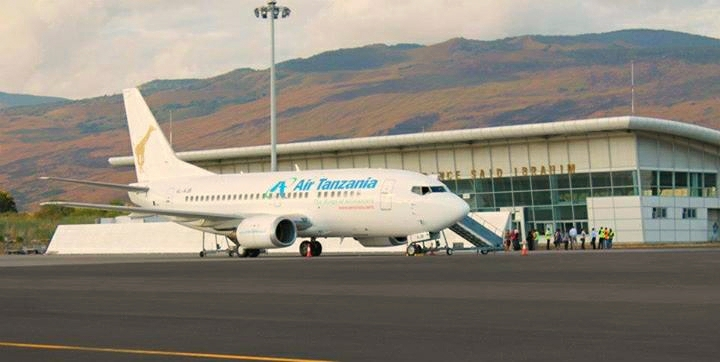
Sân bay quốc tế Prince Said Ibrahim

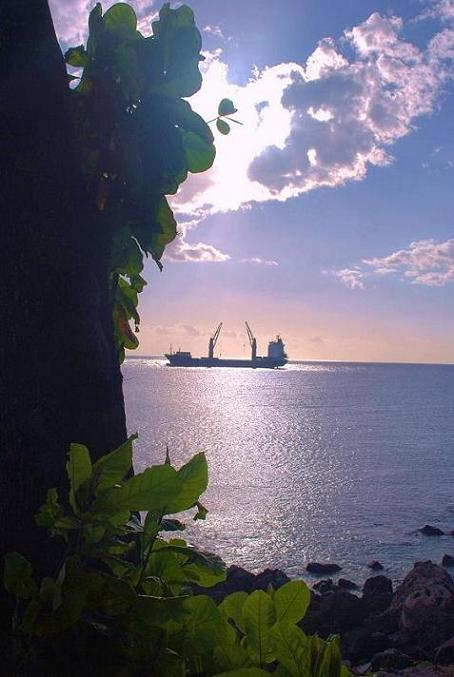
Cảng Moroni

Cơ quan Khí tượng và Hàng không Dân dụng Quốc gia được đặt tại Moroni. Thành phố có Sân bay quốc tế Prince Said Ibrahim, tọa lạc tại Hahaya, cách thành phố khoảng 15 km (9 mi) về phía bắc. Tuy nhiên, không có chuyến bay thẳng nào đến Châu Âu. Đây là một sân bay dân dụng ở độ cao 28 m (92 ft) và có một đường băng lát đá với kích thước 2.900 x 45 m (9.514 ft x 148 ft). Các hãng hàng không khai thác các chuyến bay quốc tế đến sân bay này là Air Austral và Kenya Airways. Tuy nhiên, giữa các hòn đảo có các hãng hàng không địa phương, Int'Air Iles và AB Aviation đang hoạt động.
Vào ngày 30 tháng 6 năm 2009, chuyến bay 626 của Yemenia trên đường từ Yemen đến Moroni đã đâm xuống Ấn Độ Dương với 153 hành khách và phi hành đoàn trên máy bay, phần lớn mang quốc tịch Pháp.

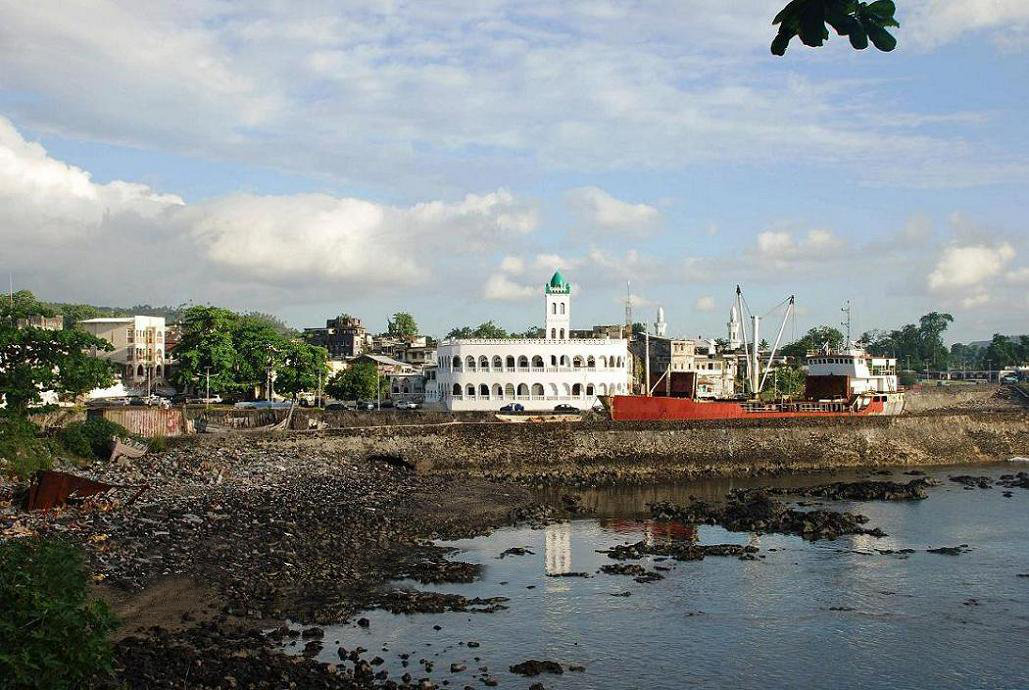
Cảng Moroni nhìn từ phía trước

Có một bến cảng lớn với phương tiện vận chuyển thường xuyên đến châu Phi lục địa và các đảo khác trong quần đảo Comoros, cũng như Madagascar và các đảo khác của Ấn Độ Dương. Cảng là một cầu tàu nhỏ 80 mét (260 ft) với tầm nước 3,5 mét (11 ft), do đó không thích hợp cho các tàu lớn đi vào vì các rạn san hô đe dọa đến sự an toàn. Nó hỗ trợ kích thước tàu tối đa là 150 mét (490 ft). Độ sâu của vùng nước xung quanh là 24,4 mét (80 ft), với độ sâu neo đậu là 23,2 mét (76 ft) và độ sâu bến tàu là 4,9 mét (16 ft). Trong khu công nghiệp nhỏ của bến cảng, một bến container địa phương được quản lý bởi Cơ quan Quản lý cảng Gulfcom SA trong giai đoạn 2006–2012, sau đó Bolloré đã giành được nhượng quyền và sẽ hợp tác với Cofipri, một công ty đầu tư của Luxembourg. Các cơ sở lưu trữ như kho đã được thành lập để tạo điều kiện thuận lợi cho xuất nhập khẩu và cũng là nơi chứa xăng dầu.